# Angoville-au-Plain
Angoville-au-Plain ist eine Ortschaft und eine Commune déléguée in der französischen Gemeinde Carentan-les-Marais mit 110 Einwohnern (Stand: 1. Januar 2022) im Département Manche in der Region Normandie. 
Mit Wirkung vom 1. Januar 2016 wurden die früheren Gemeinden Angoville-au-Plain, Carentan, Houesville und Saint-Côme-du-Mont zur Commune nouvelle Carentan-les-Marais zusammengelegt. Die Gemeinde Angoville-au-Plain gehörte zum Arrondissement Saint-Lô und zum Kanton Carentan.

## Geografie
Das Dorf liegt auf der Halbinsel Cotentin in einer flachen, landwirtschaftlich geprägten Umgebung. Angoville-au-Plain wird von der Départementsstraße D913 tangiert.

## Weblinks

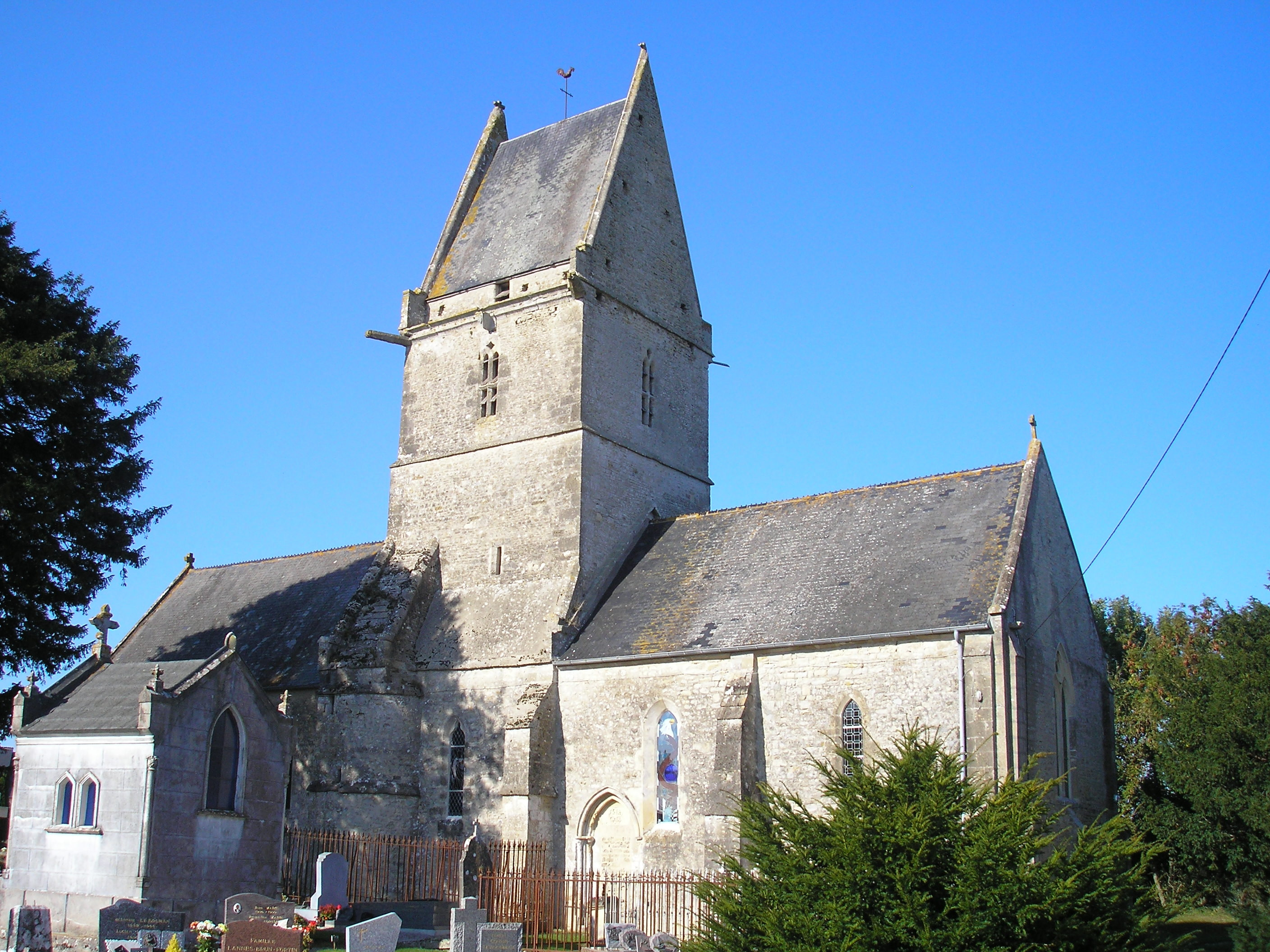
Kirche Saint-Côme-et-Saint-Damien